# Pronaos

Pronaos (grekiska πρόναος) avser en förhall till ett klassiskt tempel eller en fornkristen kyrka, i regel en på framsidan öppen portik.